# Élections constituantes de 1945 en Côte d'Ivoire française
Les élections législatives françaises de 1945 se déroulent le 21 octobre.

## Mode de scrutin
Les députés métropolitains sont élus selon le système de représentation proportionnelle suivant la règle de la plus forte moyenne dans le département, sans panachage ni vote préférentiel. Il y a 586 sièges à pourvoir.
Dans la colonie de Côte d'Ivoire, deux députés sont à élire au scrutin uninominal majoritaire à deux tours.
Un siège pour le collège des citoyens, un pour celui des non-citoyens.
Un second tour est prévu le 4 novembre si aucun candidat ne dépasse les 50%.

## Élus
Les deux députés élus sont : 
| Identité               | Parti   |
| ---------------------- | ------- |
| Joseph-François Reste  | Rad-Soc |
| Félix Houphouët-Boigny | R&R     |

## Résultats

### Collège des citoyens
| Parti    | Parti    | Tête de liste         | 1er Tour | 1er Tour | 2ème Tour | 2ème Tour |
| Parti    | Parti    | Tête de liste         | Voix     | %        | Voix      | %         |
| -------- | -------- | --------------------- | -------- | -------- | --------- | --------- |
|          | Rad-Soc  | Joseph-François Reste | 785      | 27.15    | 1 821     | 65.65     |
|          | SFIO     | Richard Brunot        | 628      | 21.72    | 952       | 34.32     |
|          |          | Péraldi               | 428      | 14.81    |           |           |
|          | MRP      | André Schock          | 339      | 11.73    | 1         | 0.04      |
|          |          | Denis                 | 268      | 9.27     |           |           |
|          |          | Six Candidats         | 443      | 15.32    |           |           |
|          |          |                       |          |          |           |           |
| Inscrits | Inscrits | Inscrits              | 3 938    | 100,00   | 3 991     | 100,00    |
| Votants  | Votants  | Votants               | 2 986    | 75.83    | 2 802     | 70.21     |
| Exprimés | Exprimés | Exprimés              | 2 891    | 96.82    | 2 774     | 99.00     |

### Collège des non-citoyens
| Parti    | Parti                    | Tête de liste          | 1er Tour | 1er Tour | 2ème Tour | 2ème Tour |
| Parti    | Parti                    | Tête de liste          | Voix     | %        | Voix      | %         |
| -------- | ------------------------ | ---------------------- | -------- | -------- | --------- | --------- |
|          | SAA-R&R                  | Félix Houphouët-Boigny | 12 680   | 49.86    | 12 980    | 50.71     |
|          | UDIHV                    | Tenga Ouédraogo        | 9 716    | 38.21    | 11 621    | 45.40     |
|          | Syndicat des commerçants | Tidiane Dem            | 998      | 3.93     | 611       | 2.39      |
|          | CAPACI                   | Kouamé Binzème         | 729      | 2.87     | 242       | 0.95      |
|          |                          | Maurice Sillaret       | 207      | 0.81     | 63        | 0.25      |
|          |                          | Autres candidats       | 1 099    | 4.32     | 79        | 0.31      |
|          |                          |                        |          |          |           |           |
| Inscrits | Inscrits                 | Inscrits               | 31 384   | 100,00   | 31 081    | 100,00    |
| Votants  | Votants                  | Votants                | 25 835   | 82.32    | 25 753    | 82.86     |
| Exprimés | Exprimés                 | Exprimés               | 25 429   | 98.43    | 25 596    | 99.39     |